# Schloss Losensteinleithen

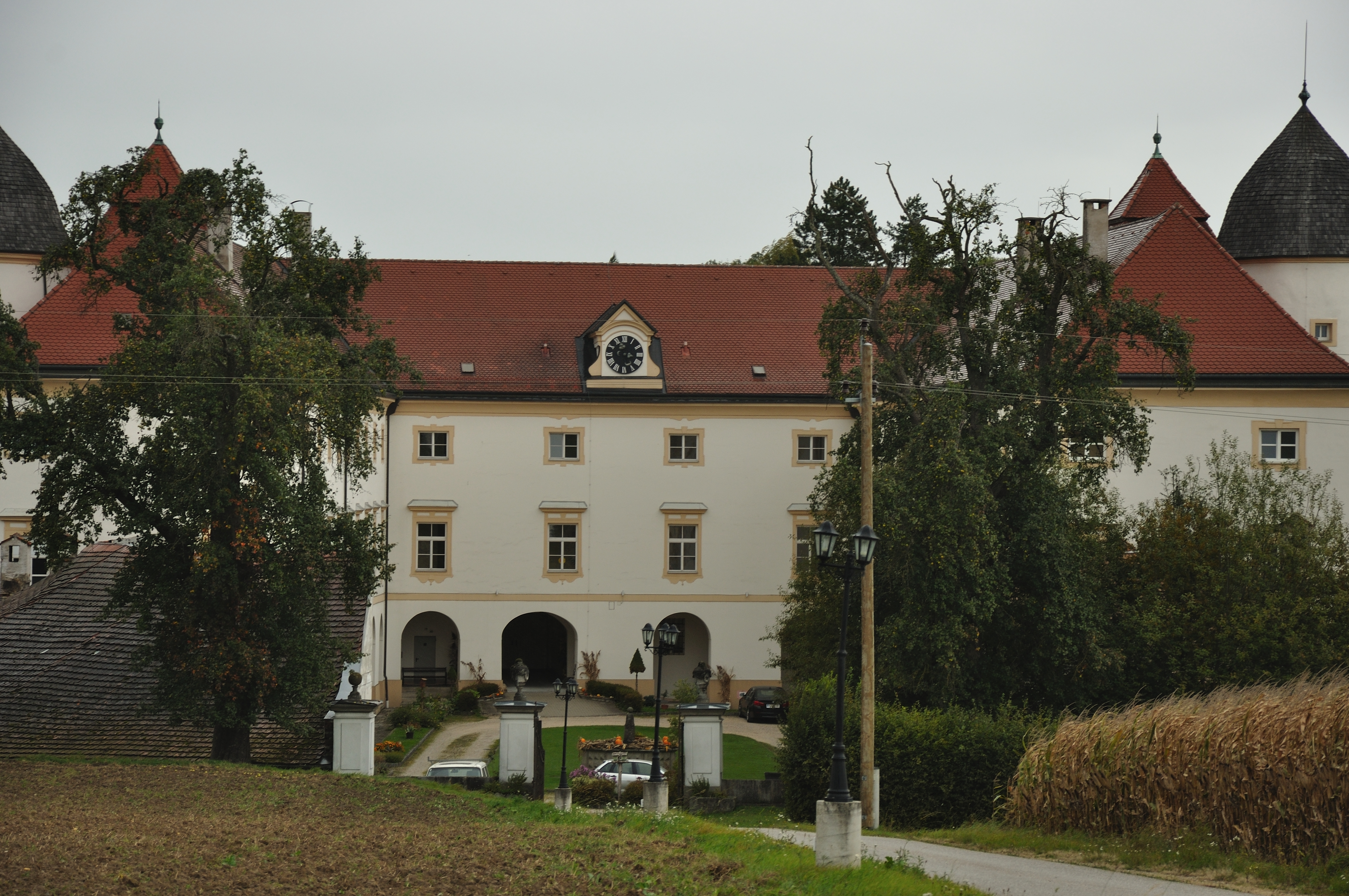
Schloss Losensteinleithen

Schloss Losensteinleithen (auch Schloss Losensteinleiten) ist eine Schlossanlage in Wolfern in Oberösterreich. Im 16. Jahrhundert ließen die Herren von Losenstein eine bestehende Wasserburg aus dem 15. Jahrhundert zu einem Renaissance-Schloss umbauen. Anfang des 21. Jahrhunderts war in dem Gebäude ein Pflegeheim untergebracht.

## Geschichte
Die erste urkundliche Erwähnung des früher als Leiten bekannten Gutes fand 1323 statt, als ein Chunrat der Mair auf der Leiten in einer Urkunde von Abt Englschalk von Stift Gleink als Zeuge erwähnt wird. Dieses Gut Leiten gelangte 1362 in den Besitz der Losensteiner, als es ein Niklas Flusshart an Dietrich I. von Losenstein verkaufte. Bernhard I. von Losenstein errichtete 1409 bis 1433 die spätmittelalterliche Wasserburg, auf die später die Landgerichtsbarkeit übertragen wurde. Durch seine Gemahlin erlangte Bernhard I. auch die Herrschaft über die niederösterreichische Schallaburg und der Herrschaft Gschwendt. Später wurden diese Besitzungen unter den drei Söhnen Bernhards aufgeteilt, und Florian bekam die Herrschaft Losensteinleiten. Seit das Geschlecht in Losensteinleiten heimisch war, verfiel die Stammburg in Losenstein zunehmend.
Durch das Geschlecht der Losensteiner zu Leiten kam die einstige Ortschaft Leiten zu ihrem heutigen Namen Losensteinleiten. Florian von Losenstein, der Begründer dieser Linie, reiste im Jahre 1453 mit Kaiser Friedrich wegen dessen Krönung nach Rom und wurde von ihm auf der Tiberbrücke zum Ritter geschlagen. Er war mit Magdalena Auer von Prennberg vermählt und hinterließ bei seinem Tod im Jahre 1462 einen Sohn namens Wilhelm. Wilhelm war Regierungsrat von Kaiser Maximilian I. und erbte außer der Herrschaft Losensteinleiten auch die Herrschaft Gebenhofen in Bayern von seiner Mutter. Er heiratete im Jahre 1476 Barbara von Parsberg und hatte mit ihr fünf Söhne, von denen Achaz die Herrschaft übernahm. 1527 starb Achaz und sein Sohn Christoph III. von Losensteinleiten übernahm die Herrschaft. Als im Jahre 1532 ein türkisches Heer unter Kassim Pascha die Gegend unsicher machte, litt auch das Schloss sehr.

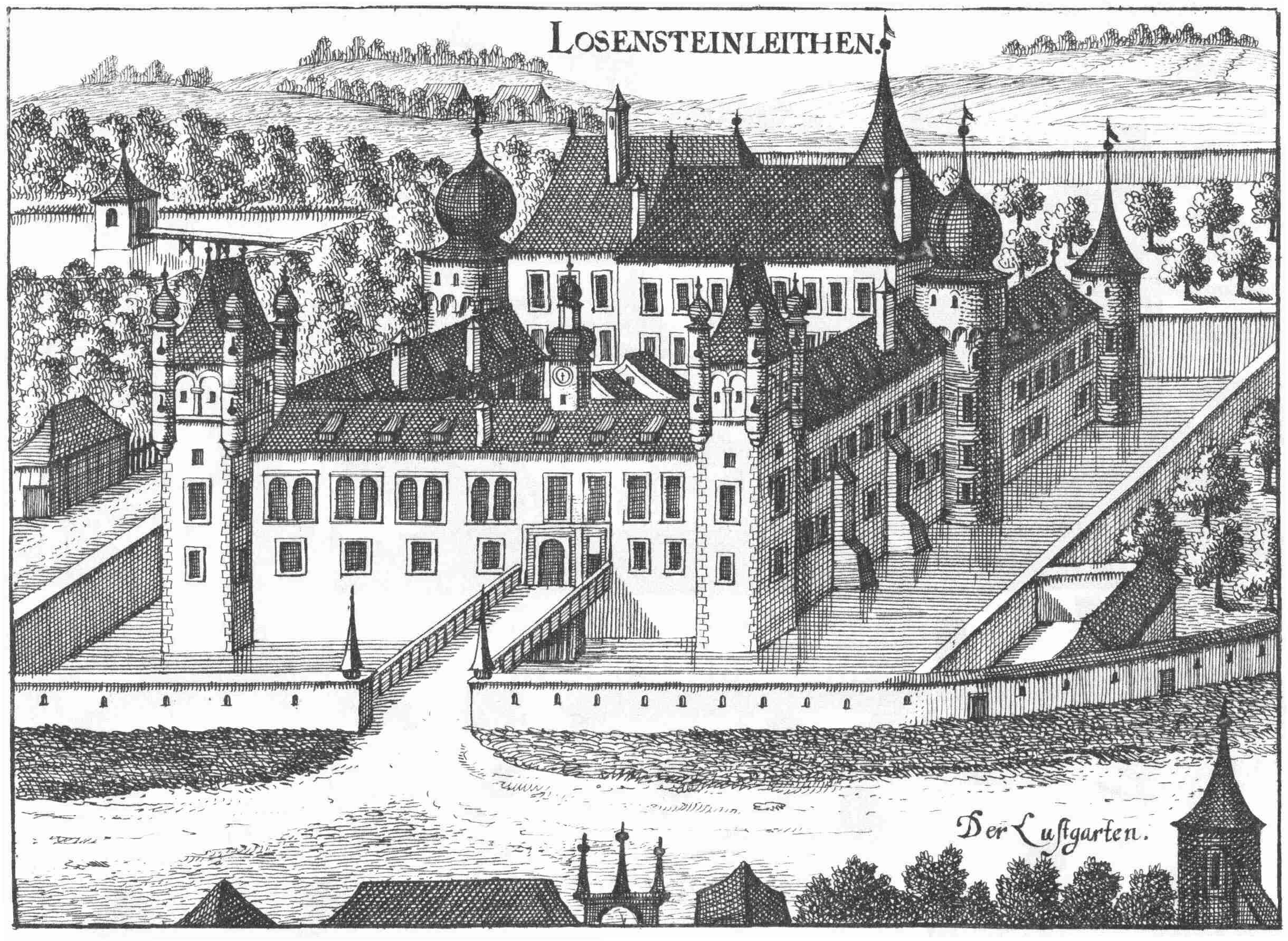
Schloss Losensteinleithen nach einem Stich von Georg Matthäus Vischer von 1674

Georg Achaz I. von Losenstein (1545–1597), ein Sohn von Christoph III., ließ das Wasserschloss in den Jahren 1560 bis 1570 im Renaissance-Stil umbauen und um 1590 um drei Trakte vergrößern. Als Georg Achaz I. im Jahr 1597 starb, hinterließ er seine Frau Christine von Perkheim und einen erst achtjährigen Sohn. Georg Christoph II. von Losenstein zu Losensteinleiten (1589–1622) konnte die Herrschaften Schallaburg, Weidenholz und Sichtenberg in seiner Hand vereinigen. Er hatte sich 1610 mit Anna von Stubenberg vermählt. Bei seinem frühen Tod im Jahre 1622 war sein Sohn Georg Wolfgang noch minderjährig. Die Losensteiner waren eifrige Anhänger der lutherischen Lehre und hielten sich einige Hofprediger. Erst seit dem Jahre 1620 bekannten sich die Losensteiner wieder zum katholischen Glauben. Georg Achaz II., Graf und Herr von Losenstein, kaufte 1627 als Vormund von Georg Wolfgang das Gut „Mayr zu Laach“, welches vom einstigen Edelsitz Hauzenbach übrig geblieben war.
Als Georg Wolfgang im Jahre 1635 als letzter der Linie von Losenstein zu Losensteinleiten starb, ging das Schloss Losensteinleithen an die Herren von Losenstein zu Gschwendt. Nachdem mit Franz Anton von Losenstein 1692 auch diese Linie erloschen war, gelangten sämtliche Besitztümer der Losensteiner an die Fürsten Auersperg. Aus der Zeit, in denen das Schloss im Besitz der Fürsten Auersperg war, sind nur wenige Informationen erhalten geblieben. Im 18. Jahrhundert wurde das Schloss noch einmal umgebaut. Bis in die 1950er Jahre wurde das Schloss von den Auersperg bewohnt, nach den Kriegszerstörungen des Zweiten Weltkrieges verfiel das Schloss jedoch.
Am 1. Juni 1955 wurde Schloss Losensteinleithen Besitz der österreichischen Kamillianerordensprovinz. Zwanzig Jahre lang bestand in Losensteinleiten das Kleine Seminar der Provinz sowie ein Privatgymnasium mit Öffentlichkeitsrecht. 1976 wurde der Schulbetrieb und 1978 das Internat geschlossen. Seitdem bereitete die Nutzung des Hauses große Probleme. Die Erhaltungskosten wurden zur großen Belastung für den Orden. 1978 gelang es, mit dem Land Oberösterreich einen Mietvertrag abzuschließen, und bis 1983 führte die Landesregierung im Schloss eine landwirtschaftliche Fachschule für Mädchen. 1985 kehrte die Kommunität Linz wieder nach Losensteinleiten zurück und richtete im Kloster das Exerzitien- und Bildungshaus St. Kamillus ein. Wirtschaftliche und personelle Schwierigkeiten führten schließlich dazu, das Schloss und die vier Hektar große Liegenschaft zu verkaufen.
Am 1. September 1997 erwarb die REWO Residenzen und Wohnheime GmbH der Familie Plocek das Schloss Losensteinleithen und betrieb das St. Kamillus Wohn- und Pflegeheim nach den christlich-sozialen Wertvorstellungen des hl. Kamillus von Lellis. 2015 erwarb es der Bauträger Georg Spiegelfeld-Schneeburg, der es danach wieder zum Verkauf ausschrieb.

## Gebäude
Das Schloss Losensteinleithen ist das größte historische Bauwerk in der Marktgemeinde. Der hufeisenförmige Bau umschließt einen Arkadenhof.
Zur Anlage gehört auch ein großer Garten mit Schlossteich und das 400 Meter weiter nördlich gelegene Mausoleum. Dazwischen lag früher der Schlosspark, von dem aber keine Reste mehr vorhanden sind. Auch der einst breite Wassergraben um das Wasserschloss ist längst zugeschüttet, im Gelände sind aber noch leichte Vertiefungen erkennbar.

## Mausoleum
Das Mausoleum liegt vierhundert Meter nördlich des Schlosses am Rande eines Waldes. Es wurde um das Jahr 1880 als Grabstätte für den damaligen Besitzer des Schlosses Losensteinleithen, Karl Wilhelm, 8. Fürsten von Auersperg, errichtet. Bis dahin wurden die Auersperg in der Gruft unter der Pfarrkirche Maria Laah beigesetzt. Karl Wilhelm von Auersperg, der Anfang Jänner 1890 starb, wurde dann bereits im Mausoleum bestattet. 1911 erhielt das Gebäude unter Karl Maria, 9. Fürsten von Auersperg, seine heutige Form. Das Mausoleum liegt etwa 300 m westlich des Schloss inmitten von Feldern und Wäldern. Zur Zeit der Errichtung gehörte das Gelände zum Schloss und wurde als großzügiger Garten verwendet. Die eigentliche Grabstätte ist im Kellergeschoß des Mausoleums untergebracht. Dort befinden sich neben den Steinsarkophagen des Fürsten Auersperg und seiner Frau auch die Holzsärge der Nachkommen. Von außen ersichtlich ist die schöne Kapelle, die sich direkt über dem Steinsarg des Fürsten befindet. Zu beiden Seiten der Kapelle schließen Kreuzgänge an, an deren Wände die Gedenktafeln der hier beigesetzten Angehörigen der Familie Auersperg angebracht sind. Die symmetrische Grundform und die Schlichtheit des Mausoleums sind eindeutige Merkmale für den Baustil des Historismus, in welchem das Gebäude errichtet wurde. Obwohl das Schloss Losensteinleithen im Jahr 1953 verkauft wurde, befindet sich die Grabstätte noch immer im Familienbesitz der Auersperg. Der letzte Nachkomme der österreichischen Linie starb im November 1998 und wurde im Mausoleum beigesetzt. Für die böhmische Linie der Auersperg befindet sich die Familiengruft in Vlašim in Böhmen.